# Macario Carrizo
Macario Carrizo (La Paquita, 1917-Córdoba, 8 de agosto de 1990) fue un comerciante, productor agropecuario y político argentino de la Unión Cívica Radical que se desempeñó como senador nacional por la provincia de Córdoba entre 1986 y 1987.

## Biografía
Nació en La Paquita (departamento San Justo, provincia de Córdoba) en 1917. Comerciante y productor agropecuario, presidió la sociedad de Acopiadores y Granos e integró el consejo directivo de la Bolsa de Comercio de Córdoba. Fue también encargado contable en una cooperativa de tamberos local.
En política, adhirió a la Unión Cívica Radical (UCR) y se desempeñó como intendente de su localidad natal, diputado provincial y secretario de Estado de Agricultura y Ganadería del gobierno provincial. En el ámbito partidario, fue secretario y presidente del comité radical de La Paquita y del comité departamental de San Justo; secretario del comité provincial; miembro del congreso agrario; convencional nacional y delegado al Comité Nacional de la UCR.
En las elecciones al Senado de 1986, fue elegido senador nacional por la provincia de Córdoba, con mandato hasta 1995. Renunció un año después de asumir, en diciembre de 1987, al ser designado ministro de Agricultura, Ganadería y Recursos Renovables de Córdoba por el gobernador Eduardo Angeloz. En el Senado fue sucedido por Edgardo Grosso, quien a su vez fue sucedido en 1992 por Jorge Joaquín Cendoya para completar el mandato.
Falleció en el cargo de ministro en agosto de 1990, a los 73 años. Fue homenajeado una semana después por el Senado de la Nación.
Una escuela secundaria técnica de San Justo y una plaza de la ciudad de Córdoba llevan su nombre.